# Entosthodon lepervanchei
Entosthodon lepervanchei är en bladmossart som beskrevs av Bescherelle 1880. Entosthodon lepervanchei ingår i släktet koppmossor, och familjen Funariaceae. Inga underarter finns listade i Catalogue of Life.